# 道格拉斯·麥克羅伊
馬爾科姆·道格拉斯·麥克羅伊（英語：Malcolm Douglas McIlroy，1932年4月24日—），著名數學家、工程師以及程式設計師，曾服務於貝爾實驗室，參與包括Unix與Plan 9的開發。截至2019年，他是達特茅斯學院的客座教授，教授計算機科學。他曾提出基于组件的软件工程，並開發了多個Unix工具程式，如管道（Unix pipelines）、diff。

## 生平
麥克羅伊在1954年在康乃爾大學取得碩士學位，1959年在麻省理工學院取得數學博士學位。1954年到1958年間，在麻省理工學院擔任教職。
1958年，進入貝爾實驗室。在1965年至1986年間，成為計算機技術研發部門（Computing Techniques Research Department）的主管，這個部門最著名的事蹟就是研發了Unix作業系統。此後，成為傑出技術員工（Distinguished Member of Technical Staff）的一份子。
1967年至1968年，至哈佛大學擔任訪問學者。
1997年，自貝爾實驗室退休，成為達特茅斯學院計算機科學學院的兼職教授。

## 外部連結
- 道格拉斯·麥克羅伊首頁 （页面存档备份，存于）